# Mycalesis remulina
Mycalesis remulina är en fjärilsart som beskrevs av Grose-smith 1902. Mycalesis remulina ingår i släktet Mycalesis och familjen praktfjärilar. Inga underarter finns listade i Catalogue of Life.